# EMOTION 20周年記念テーマコレクション〜TV編
『EMOTION 20周年記念テーマコレクション〜TV編』（エモーション・20しゅうねんきねんテーマコレクション〜ティーヴィーへん）は、2002年8月21日にVictorから発売されたコンピレーション・アルバム。

## 概要
バンダイビジュアルのEMOTIONレーベル20周年記念アルバム。CD2枚組（初回盤はTVサイズトラック集付きの3枚組）、全35曲。
「EMOTION 20周年記念テーマコレクション〜OVA&劇場編」と同時発売。

## 収録曲

### DISC 1
1. Good-bye Tears / 高橋由美子 (覇王大系リューナイト OPテーマ)
2. 瞳にDiamond / 三重野瞳 (覇王大系リューナイト EDテーマ)
3. SEVENTH MOON / Fire Bomber featuring BASARA NEKKI (マクロス7 OPテーマ)
4. MY FRIENDS / Fire Bomber featuring MYLENE JENIUS (マクロス7 EDテーマ)
5. 約束はいらない / 坂本真綾 (天空のエスカフローネ OPテーマ)
6. MYSTIC EYES / 和田弘樹 (天空のエスカフローネ EDテーマ)
7. 僕であるために / FLYING KIDS (逮捕しちゃうぞ OPテーマ)
8. Thank you, love / 寺田恵子 (逮捕しちゃうぞ EDテーマ)
9. ピアニィ・ピンク / ALI PROJECT (CLAMP学園探偵団 OPテーマ)
10. ようこそ メタリック・パーティ / Marble Berry (CLAMP学園探偵団 EDテーマ)
11. Through The Night / 有待雅彦 (星方武侠アウトロースター OPテーマ)
12. 昼の月 / 新居昭乃 (星方武侠アウトロースター EDテーマ)
13. 奇跡の海 / 坂本真綾 (ロードス島戦記 OPテーマ)
14. 光のすあし / 石橋千恵 (ロードス島戦記 EDテーマ)
15. Catch You Catch Me / グミ (カードキャプターさくら OPテーマ)
16. Groovy! / 広瀬香美 (カードキャプターさくら EDテーマ)
17. IN MY DREAM / 真行寺恵里 (ブレンパワード OPテーマ)
18. 愛の輪郭 / KOKIA (ブレンパワード EDテーマ)

### DISC 2
1. Tank! / シートベルツ (カウボーイビバップ OPテーマ)
2. THE REAL FOLK BLUES / 山根麻衣 (カウボーイビバップ EDテーマ)
3. MESSAGE ♯9 (Full Version) / 種とも子 (ガサラキ OPテーマ)
4. LOVE SONG (Full Version) / 種とも子 (ガサラキ EDテーマ)
5. Forever / 1999少女隊 (十兵衛ちゃん -ラブリー眼帯の秘密- メインテーマ)
6. BIG-O! / 永井ルイ (THE ビッグオー OPテーマ)
7. and FOREVER... / ROBBIE DANZIE with 高尾直樹 (THE ビッグオー EDテーマ)
8. dis- (CLUB MIX Version) / 有坂美香 (無限のリヴァイアス OPテーマ)
9. 夢を過ぎても / 有坂美香 (無限のリヴァイアス EDテーマ)
10. チャンス / 小泉恒平 (女神候補生 EDテーマ)
11. 風の碧、海の翠 / Ikuko (BRIGADOON まりんとメラン OPテーマ)
12. 虹色の宝物 / KAORI (BRIGADOON まりんとメラン EDテーマ)
13. W - Infinity / 三重野瞳 with 影山ヒロノブ (GEAR戦士 電童 OPテーマ)
14. COUNT DOWN / Little Voice (GEAR戦士 電童 EDテーマ)
15. マメシバ / 坂本真綾 (地球少女アルジュナ EDテーマ)
16. SAMURAI / ROLLY (地球防衛家族 OPテーマ)
17. 花のかたち / 新居昭乃 (地球防衛家族 EDテーマ)

### DISC 3（初回盤のみ）
全曲TVサイズ。
1. Good-bye Tears
2. SEVENTH MOON
3. 約束はいらない
4. 昼の月
5. 奇跡の海
6. Catch You Catch Me
7. IN MY DREAM
8. 愛の輪郭
9. THE REAL FOLK BLUES
10. MESSAGE ♯9
11. BIG-O!
12. dis-
13. W - Infinity
14. 花のかたち